# Dario Jertec
Dario Jertec (ur. 5 września 1985 w Varaždinie) – chorwacki piłkarz grający na pozycji pomocnika w Western United FC.